# Giuseppe Ravizza
(Giuseppe Ravizza)
Giuseppe Ravizza (Novara, 19 marzo 1811 – Livorno, 30 ottobre 1885) è stato un inventore italiano.

Giuseppe Ravizza con la moglie e la figlia

A lui, grazie all'incontro con l'inventore Pietro Conti, si deve la prima macchina per scrivere.

## Biografia
Ravizza nacque a Novara nel 1811 e dedicò quasi tutta la sua vita allo studio del problema della scrittura a macchina. Proveniva da un'illustre benestante famiglia novarese (uno dei suoi antenati fu Benedetto Cortesella, detto il Rozzo, uno dei capi lombardi alla prima Crociata) e si laureò in legge controvoglia, solo per compiacere il suo tutore che non gli aveva permesso di seguire gli studi di ingegneria verso cui si sentiva portato. Infatti non vestì quasi mai la toga ed invece di coltivare gli studi giuridici si diede, poco più che ventenne, allo studio del problema della scrittura a macchina. Fra l'altro aveva anche interessi storici e si cimentò in opere che gli valsero la considerazione e l'amicizia del Mommsen. 
Come molti altri inventori anche se la sua invenzione non fu disconosciuta o derisa, fu comunque sottovalutata. I suoi stessi amici e familiari non sopportavano vederlo perdere il suo tempo, sporcandosi le mani e gli abiti e, quel che era peggio, spendere ingenti somme (si calcola che abbia speso nel suoi tentativi oltre centomila lire) per costruire meccanismi considerati inutili.
Dopo la laurea in legge, svolse durante i primi anni la professione di avvocato a Novara e di sindaco a Nibbiola. In quel periodo, venne a sapere che un certo ing. Pietro Conti di Cilavegna  (1796 – 1856), stava studiando una macchina capace di scrivere meccanicamente. Incontrato Conti, nel 1835 impiantò un laboratorio in casa e cominciò a progettare una macchina per scrivere. 
Nel 1866 sposò Alessandrina Massini, una filantropa italiana, emancipazionista, anticipatrice dei movimenti femministi, e la loro casa divenne ben presto un frequentato salotto borghese. 
Ravizza imputa la colpa dell'insuccesso alla cattiva esecuzione, ma le ragioni invece furono altre e si identificarono soprattutto nell'incomprensione dei contemporanei. A 74 anni, stanco e ormai malato, nel suo diario scrisse: 
Morì pochi mesi dopo a Livorno nel 1885, mentre dall'America, la Remington, vendeva nel mondo le sue macchine da scrivere, nelle quali venivano applicati i principi su cui si basava la sua invenzione. Quando era in vita non gli fu mai riconosciuta la priorità della sua invenzione.

## Il Cembalo scrivano

Cembalo scrivano di Ravizza

Nel 1837 iniziò a costruire il primo prototipo del cembalo scrivano, così chiamato per via della forma dei tasti, simili a quelli dello strumento musicale. Utilizzò infatti i tasti di un pianoforte. Nel 1855 brevettò la sua invenzione migliorata e dotata di 32 tasti, e nel 1856 ne presentò una versione ormai definitiva all'Esposizione Industriale di Torino e ad una mostra analoga a Novara dedicate alle "Arti e alla Tecnica", dove fu premiato con la medaglia d'oro.
All'Esposizione, la macchina da scrivere con tasti venne posta in vendita al prezzo di 200 lire. Gli acquirenti furono pochi, tra i quali la Baronessa Elisabetta Klinkowstrom.
(Giuseppe Ravizza)

## Priorità sull'invenzione
Nel 1868 l'americano Christopher Latham Sholes (1819 – 1890) brevettò, per conto della Remington, una macchina da scrivere che si basava su principi del tutto identici a quelli della macchina di Ravizza. Siccome il Cembalo scrivano fu esposto anche in Inghilterra, si pensa che l'americano conoscesse la macchina dell'italiano. Inoltre il cembalo scrivano presentava dei congegni in più quali la possibilità di ottenere, a seconda dell'esigenza, le lettere maiuscole o minuscole, cosa che non era presente nella macchina della Remington. Un altro indizio era l'assenza del campanellino che suonava a fine riga, del quale era già dotato il cembalo scrivano. Tutto ciò faceva sospettare che Sholes avesse approfittato dell'invenzione del Ravizza.
Il 29 gennaio 1940, il Podestà di Ivrea, per conto della Soc. An. Olivetti, donò al Museo Civico del Broletto di Novara, un modello del Cembalo scrivano dell'avv. Giuseppe Ravizza con tutti i brevetti attinenti che documentavano la priorità italiana nell'invenzione della macchina da scrivere.